# Haplogonatopus oratorius
Haplogonatopus oratorius är en stekelart som först beskrevs av John Obadiah Westwood 1833.  Haplogonatopus oratorius ingår i släktet Haplogonatopus, och familjen stritsäcksteklar. Arten har ej påträffats i Sverige.